# 東京難民
『東京難民』（とうきょうなんみん）は、福澤徹三による日本の小説。光文社の『小説宝石』に2007年11月号から2011年1月号まで隔月で連載された。
2014年に佐々部清監督、中村蒼主演で映画化された。

## 成立
著者の福澤は専門学校での講師経験があり、そこで生徒たちがあまり就職について考えないまま卒業してフリーター、そして無職になっていく姿を見たことから、小説で今の経済を伝えようと執筆を決意。「勝ち組・負け組という言葉もあるが、今の世の中は戦う間もなくはじき出されてしまったり、コツコツ真面目にやっていると逆に大変なことになってしまう時代であるということを”東京難民”というタイトルに込めた」と話している。

## あらすじ
21歳の時枝修は親からの仕送りで1人暮らしをしながら、時々アルバイトをしたり仲間とつるんだりとなんとなく大学生活を過ごしていた。しかしクラス担任からある日突然、学費がずっと未納であることと、そのせいですでに先月で大学を除籍になっていることを告げられる。学生課に確認すると、随分前から警告はしていたが時枝の父から本人には絶対に知らせないでほしいと口止めされていたという。わけがわからず実家に電話をするが、繋がらない。恋人の吉水晴香に金を借りて地元の北九州に帰るが、父親の職場である設計事務所にはシャッターが下りており、実家にもやはり両親の姿は無かった。代わりに小指が欠けた男2人に「お前のおやじはどこにおるんか」と詰め寄られ、修は脱兎のごとく逃げ出す。
なんとか借金取りらしき男たちを振り切って東京に帰ってきた修だったが、今度はもうすぐ底をつく生活費に頭をかかえる。日雇いでも何でもして稼がなければと頭ではわかっているものの、あれこれ理由をつけて実際に面接にまで行くことはなかった。結局、友達の保坂雄介が働くレンタルビデオ屋の店長の口利きで不動産屋のポスティングのアルバイトを紹介してもらい、働き始める。しかし思ったよりも割に合わない重労働に1日目で嫌気がさし、同業者に「これが早く配り終える必殺技だ」とそそのかされて配らなければならないチラシをまとめてパチンコ屋のゴミ箱に捨てたところ、雇い主にすぐばれて3日目にあっさりクビになる。それまでの給料も返金させられ、家賃が払えないことが決定的に。しかし修は1か月ぐらいは大丈夫だろうと楽観的にとらえ、パチンコで預金の3万円すら使い果たしてしまう。
家賃滞納から1週間後、「賃貸借契約解除の通知書」が届く。なんとかしなければと今度はもう1人の友達・島村政樹からテレアポのアルバイトを紹介してもらい、成績ナンバー1の谷岡にコツを聞いたり練習したりとそれなりにがんばるが、家庭教師の紹介と偽って実は高額な教材を売りつけるという仕事内容に疑問を抱き、雇い主との関係が悪化。やる気もなくなり6日目に退職。まだ研修期間中だったため、思っていた金額はもらえず、やはり家賃は払えない。テレアポの職に就く際に強制的に作らされたカードのキャッシングで金を借り、なんとか滞納していた家賃を払ったものの、「正確には賃貸借契約ではないから借地借家法の話は関係ない」と修の住むマンション「東亜パレス」債務管理部の荒木は容赦なく契約を切って修に強制退去を命じ、修がそれに応じずに出かけてしまうと部屋の鍵を変えて入れなくしてしまった。
家を失った修は雄介の家にしばらく居候するが、ちょっとした一言から関係はぎくしゃくし、雄介との仲を疑った結果、恋人の綾香とも別れてしまう。ネットカフェに寝泊まりしながら、ウリセンのボーイやティッシュ配りの仕事に挑戦するも、直前で逃げ出したり、ズルをして雇い主にばれてクビになるという失敗を繰り返しやはりうまくいかない。治験のアルバイトでは20万円を手にしたが、退院したその日に職務質問され、UFOキャッチャーでとった折りたたみ式のナイフとレンチがついたライトがあだとなり、乱暴刑事の手によって銃刀法違反容疑で逮捕されてしまう。留置場で自分の不運を嘆くが、同室の2人に励まされ、検事には素直に謝って起訴猶予処分としてもらい、釈放。しかしその帰りに行ったショットバーで知り合った瑠衣という女に騙され、ホストクラブで高額請求されてしまう。とても払えないと思った修はトップに頼み込み、ホストとして働いて金を返すことを決意する。
なんとか茜という指名客をものにしてホストを続けていた修だったが、ツケをためていた瑠衣が行方をくらましたことで責任をとらされたホスト仲間・順矢に同情して共に逃亡。建設会社に住み込みで働き始めるも、ヤクザがバックについた店からは逃げられなかった。順矢と共に捕まり、中国船に乗せられそうになる。しかし危機一髪のところで以前留置場で一緒だった張に助けられ、命からがら逃げのびる。再びネットカフェに舞い戻るが、身分証を失った修にはどこも冷たく、闇金でさえキャッシングを踏み倒した修には何もしてくれなかった。河川敷で寝ようとした修は柄の悪い3人の若者に絡まれて暴行を受け、気がついた時にはホームレスの熊西に介抱されていた。
ホームレスとして生活を始めた修は、以前大学の前の公園にいたモスマンにも再会する。彼はホームレス達の間では不思議な力があると言われており、それは時に神の言葉のようにも聞こえた。そして彼は修に、「おまえはもうすぐ正念場だ」と言う。ある日、いつものように路上で雑誌やDVDを売っていると、音信不通だった父が目の前に立っていた。街金から逃げるために母親とは離婚したらしい。仕事も決まったし、帰ってこないかと言われるが、不思議と修の気持ちは醒めていた。――「俺はもうちょっとこっちでがんばってみるよ。」。
今までより一層雑誌売りに力を入れ、そろそろテントも独り立ちしようという頃、あの3人の若者がまたやって来る。防御のために鉄パイプで応戦した修だったが、警察沙汰になって仲間のホームレスの生活が荒らされることを恐れ、彼らとの別れを決意する。修はボランティアとしてホームレス生活を助けてくれていた光本真理に私の部屋来ないかと誘われるがそれを断り、「仕事ならなんだってできる」と、再び新しい一歩を踏み出し、歩き出すことを決意する。

## 登場人物
主人公とその家族
時枝 修（ときえだ おさむ）
本作の主人公。都心から電車で30分ほどの郊外の街に住んでいる大学3年生、21歳。コンビニでアルバイトしている。高校は県立だったが普通科で1番偏差値が低かった。地元の北九州から大学進学と共に上京し、15万円の仕送りをもらって現在は敷金礼金保証人無しの1Kのマンションに一人暮らし。恋人の綾香が度々来るため部屋は片付いている。一人っ子。喫煙者で、漫画を読みながら物を食べる癖がある。世間知らずで計画性や責任感もなく、大事なことは先送りにする性格。お人好しで楽観的な割にプライドが妙に高い。経済観念に無頓着で少しでも金があればパチンコ等に使ってしまう。
時枝 浩之（ときえだ ひろゆき）
修の父。50代前後。銀縁眼鏡に白髪交じりの髪型。社員は10人にも満たないが、地元で設計事務所を経営している。人前では豪快な性格を装うが、実は心配性。
時枝 恵美子（ときえだ えみこ）
修の母。自分の容姿以外のことについてはとても大ざっぱ。
大学
吉水 晴香（よしみず はるか）
修の恋人。修と付き合ってた頃はショートヘアに薄化粧にあまり飾らない服装をしていた。修より2つ年下の1年生で、修とは春の新入生の歓迎コンパで知り合った。授業には真面目に出る。寮に住んでいる。当初は修をやさしく見守っていたが…。
島村 政樹（しまむら まさき）
修の友達。父親は大手企業の重役で仕送り額も多く、自身も長身と整った容姿を買われてファッション雑誌のモデルとして度々登場している。そのバイトで知り合った女優の卵・怜奈（れな）と同棲中。経済観念は意外にもしっかりしており、金に細かく、10円単位まで割り勘。
保坂 雄介（ほさか ゆうすけ）
修の友達。短髪で、メタボというあだ名がつくほど太っており、女には縁が無い。父親は中小企業のサラリーマンなので仕送りもなく、アルバイトをかけもちして生活費を稼いでいる。お人よし。「コーポ・パインツリー」という木造モルタルの二階建ての2階の一番奥の部屋に家賃3万円で住んでいる。いじられキャラで、修は雄介に優越感を抱いて付き合ってきたが修とは対照的に地味ながら純朴に生きており、次第に修と立場が逆転していく。
野見山 晴夫（のみやま はるお）
修や雅樹、雄介らのクラス担任。小柄なため、「ノミ」というあだ名で呼ばれている。
ポスティング
井尻（いじり）
雄介のアルバイト先であるレンタルビデオ店の店長の知り合い。古びた雑居ビルの1階に不動産屋を営んでいる。50歳くらいでまるまると太った温和な顔をしている。
横手（よこて）
ポスティングをしている時に知り合った同業者。フリーター。パチンコ好き。
テレアポ
峰岸（みねぎし）
雅樹の高校の先輩で2級上。「家庭教師のグッド」という会社でテレホンアポインターとして働いている。前髪に金のメッシュを入れた長髪で、痩せていて色白。20代後半に見える。
谷岡（たにおか）
「家庭教師のグッド」でテレアポとして働く大学1年生で19歳。毎日3件はアポをとるナンバー1。モヒカンで鼻にピアスをしているが、見かけによらず愛想がいい。高校1年生からテレアポのアルバイトを続け、パンクバンドのボーカルをやっている。バンドに専念するため金をためており、現在500万円の貯金がある。
マンション賃貸
荒木（あらき）
修が住むマンションを管理している不動産会社「東亜パレス」債務管理部の男。30代半ばで目つきが鋭い。
松木（まつき）
雄介の家の大家夫婦。婆ちゃんはやさしいが、爺さんはうるさい。
ウリセン
林（はやし）
スキンヘッド。40歳くらいで顔は日焼けサロンで焼いたように真っ黒、筋肉質。ぴちぴちのTシャツを着ているオカマ。バー「ローズ」のマネージャー。
シュン
「ローズ」のウリセンボーイ。ノンケ。
綿貫（わたぬき）
「ローズ」の常連客で銀髪を撫で付けた上品な顔だちの初老の男。病院の先生。修を気に入り、ホテルへ誘う。
ティッシュ配り
毛利（もうり）
神田駅前の細長いビルの5階にあるティッシュ配布代行会社「KY企画」支店長。30代後半くらい。髪を短く刈って、金縁の眼鏡をかけており、パッと見はヤクザに見える。前歯が1本欠けているため、笑うとまぬけな印象になる。
軽部（かるべ）
30歳。修と「KY企画」で一緒にティッシュ配りをする先輩。大学卒業後に車の部品を作る会社に就職するも社員と関係がうまくいかず、残業も多いのですぐ辞め、いまやティッシュ配りは7年のベテラン。通行人の間を縫うように移動しては眼にも止まらぬ早さでティッシュを配る姿は一切の無駄がなく、かっこいいとすら思える。再び就職するつもりはない。美少女アニメとゲームが好きで、女は二次元に限ると豪語する。昔はネットカフェに寝泊まりしていたが、今は実家住み。修のことを「修くん」と呼び、毎日昼食を一緒に食べたり何かと世話をやいてくれる。
治験
風間（かざま）
治験仲間。茶髪で色黒、26歳。高卒でクラブのウェイターをしていたが、先月店が潰れたため、治験に応募した。2年前は歌舞伎町でホストをしている時は、月に40万稼ぐこともあった。
姫野（ひめの）
痩せていて色が白い。修と同い年で大学生だが、雀荘に入りびたりすぎて留年寸前。治験は2度目で、前回20日間入院で稼いだ50万はすべて麻雀と競馬に消えた。
米倉（よねくら）
20代後半からもっと老けているようにも見える。でっぷり太っていて度の強そうな黒ぶち眼鏡をかけており、ひきこもりっぽい雰囲気で誘っても無視される。
宮原（みやはら）
治験の病院の看護師。20代半ばくらいでスタイルが良い。
留置場
藪内（やぶうち）
留置場の先客。40歳くらい。坊主頭で細い眼に凄みがあるヤクザ。傷害容疑で捕まっているが、共犯者が捕まっていないため起訴できないまま100日以上留置場にいる。張が本当は日本語をしゃべれることを刑事に黙っていたり、修に法律の知識を教えて慰めてくれたりと意外に優しい。
張（チャン）
留置場の先客。福建省出身の中国人。高校生でも通りそうな童顔。不法滞在と窃盗。取り調べの時は日本語をしゃべらないが、藪内とはうまくやっているよう。26歳、妻子あり。今までも日本へ密入国しては仲間と窃盗を繰り返して故郷に豪邸を建てた。
ホストクラブ
瑠衣（るい）
ショットバーで修に声をかけてきた女。金色に近い茶髪でアイラインが濃く、毛皮のジャケットにブランドもののバッグを持つなど今時のギャル。自称20歳の大学生。修のことを「オッサー」と呼ぶなどギャル語を話す。一見明るく誰とも親しくなれる人懐っこい子のように修は思っていたが…。
千春（ちはる）
瑠衣の友達でガールズバーで働いている。瑠衣と似たような雰囲気の女で同じくギャル語を話す。
順矢（じゅんや）
ホストクラブ「トワイライト」のホスト。つんつんに髪を逆立て、眉毛は糸のように細い。修と同い年。
優斗（ゆうと）
「トワイライト」の代表でナンバーワン。20代前半。テレビで人気の俳優に瓜二つ。
小次郎（こじろう）
「トワイライト」のホスト。2年目。20代半ば。背が低く、酒の飲みすぎで肝硬変の一歩手前で顔がどす黒い。以前は自動車工場の派遣社員だったがリストラされた。接客が苦手でほとんど呑み専門。寮に住んでいるが、実家には寝たきりの祖母が1人いる。
篤志（あつし）
「トワイライト」総支配人。20代後半。顔だちは整っているが、他のホストと違い、観る人を威嚇する恐ろしい目つきをしている。企業舎弟であり、実質の権力者。
末松（すえまつ）
「トワイライト」料理担当。40代。板前崩れらしく、極端に愛想がない。オーダーミスや取り消しには青筋を立てて怒る。
飛鳥（あすか）
「トワイライト」のナンバー2ホスト。修より1つ年上で18歳からホストとして働いている。
茜（あかね）
瑠衣が「トワイライト」に連れてきた27歳の看護師。清楚な雰囲気。修を毎回指名するようになる。
逢坂（おうさか）
順矢の2つ上の高校時代の先輩。阿佐ヶ谷で「麺王」というラーメン屋を経営している。秀才だったが、大学にはいかずに高校卒業後すぐにホストになった。順矢の憧れ。茶髪で日焼けサロンで焼いたように色黒。
建設会社
牛島（うしじま）
「鳴戸建設」職員。温厚そうな丸顔で、作業服の腹がはちきれそうなほど肥っている。
長沼（ながぬま）
「鳴戸建設」の寮の同室者。禿げ頭にいかつい顔をした還暦の男。通称：ナガさん。リストラされて女房子どもに逃げられた。
小早川（こばやかわ）
「鳴戸建設」の寮の同室者。36歳。銀縁の眼鏡に長髪をしていたインテリ風。通称：コバさん。3人の中では年下だが、ふたりからは一目置かれている。元はエリートサラリーマンで有名私立大学卒。純文学で小説の賞にも何度か応募して最終候補にも残ったことがあるため、勤めていた会社を辞めて専念した。
花井（はない）
「鳴戸建設」の寮の同室者。45歳。ホームレスのようにボサボサした頭で前歯が1本欠けている。通称：ハナちゃん。パチンコで金を使い果たす。独身。
中村（なかむら）
黒いジャンパーに黒いズボンという風にガラが悪そう。上野公園で声をかけてきて、「犬丸組」まで送ってくれる。
加治木（かじき）
「犬丸組」。背は修の胸ぐらいまでしかないが、肩は筋肉で盛り上がっている。やけに無愛想。
ホームレス
モスマン
大学の前の公園で唯一老人のホームレス。陽に焼けたハゲ頭、しわだらけの顔に真っ白な髭でただのホームレスではない異様な容姿のせいで、大学生らからは「モスマン（アメリカで目撃されたという蛾の化けもの）」、ホームレス仲間からは「ババ」というあだ名をつけられている。ホームレス相手に御託めいたことをしゃべる。
熊西（くまにし）
ホームレス。55歳。「多摩川のクマ」として有名らしい。以前は建設会社の現場監督だったが、40代後半にリストラにあった。今は空き缶の回収で生計をたてている。
芹沢（せりざわ）
ホームレス。熊西の隣のテントに住んでいる。還暦を過ぎているが、ニットキャップにブルゾン、ジーンズに細い銀縁眼鏡と恰好は若作り。10年程前までは印刷会社を経営していた。ホームレスのことを「難民」と呼ぶことにこだわっている。
幸田（こうだ）
ホームレス。雑誌を売る時の店番の1人。30代前半。背が高く顔は端正で服も今風。しかし顔は垢だらけで前歯が1本欠けている。4年前まではIT関連企業の営業として働くが、鬱になり、クビになってマンションを追い出された。北海道の実家にいる両親とは絶縁状態。
正岡（まさおか）
ホームレス。食べ物を売っている。40歳くらい。通称：マサやん。背が低く小太りで、いつも大きなリュックを背負っている。30代までは祖母の代から経営していた食料品店を大阪の郊外で経営していた。腰が低い。
光本 真理（みつもと まり）
大学3年生。ボランティアサークルに参加してホームレスの見回りや生活相談、炊き出しの手伝いなどしている。同級生とタイ、インドを旅行したが、観光ルートを少しはずれると幼い子供が物乞いをしていて、それを見て貧困について考えるようになった。明るく前向きで、弱者に対して優しく接する。作中唯一登場する汚れのない”純真”な人物。雷が苦手。

## 書籍情報
- 単行本：光文社、2011年5月18日発売、ISBN 978-4-334-92752-3
- 文庫〔上〕：光文社文庫、2013年7月10日発売、ISBN 978-4-334-76600-9
- 文庫〔下〕：光文社文庫、2013年7月10日発売、ISBN 978-4-334-76601-6

## 書評
歌人の穂村弘は、「平凡な主人公が、ちょっとしたきっかけで、人生のどん底まで転がり落ちていく」種類の話は安全に楽しめて好きだが、この話の場合は自分ももしこんな状況に陥ったら同じように行動するだろうと思って怖ろしかったと述べ、（「泣きっ面に蜂」で言うところの）「「百匹の蜂」が丁寧に描かれている」と評価した。書評家・ライターのタカザワケンジも、「主人公と同じ立場になった時、どこまで賢く、したたかに動けるのか想像すると背筋に冷たいものが走る」と恐ろしさを述べつつ、「主人公が非情になりきれない甘ちゃんで、つい損な方を選んでしまう青臭さが残っているため、読後に不思議な爽やかさがあり、青春エンターテインメントの王道をゆく作品である」とも評した。

## 映画
『ツレがうつになりまして。』（2011年）などの作品で現代社会と向きあってきた佐々部清監督が脚本の青島武と4度目のタッグを組み、格差社会の中でもがく若者たちやネットカフェ難民の実態、華やかなホストの隠されたビジネスや日雇いの過酷な労働条件など、現代日本のもう1つの顔でタブーとされる裏社会の素顔に迫り、”見えない貧困”とも言われる格差社会の真実をリアルに描く。スマホとパソコンに依存しがちな若者（特に高校生）に観てほしいという思いから、R15+に指定されている。キャッチコピーは「底辺より怖い、底なし。堕ちたら最後―。」。ただし、尺の関係上、原作よりも大幅に登場人物が減っており、大学の彼女と友達2人が登場しないため、大学の友人たちとのエピソードが省かれている。それに伴い、物語の展開や結末も原作とは大幅に異なる。

### 映画あらすじ
時枝修は親からの仕送りで1人暮らしをしながら、仲間とつるんだりとなんとなく大学生活を過ごしていた。
履修の講義を出席する前に、出席のために必要な教室前の学生証リーダーを読み取ろうとしたところ、何度読み取ろうとしても時枝の学生証は読み取りエラーが出てしまう。同級生からも「一度学生課に行ったら？」
と言われ、不審に思い学生課に確認に行くと、学費がずっと未納であることを理由に大学を除籍になっていることを告げられる。両親とはすでに連絡が取れない状態であった。実家に電話をするが、繋がらない。地元の北九州に帰るが、父親の職場である設計事務所には差し押さえの公示が貼られていて、実家にもやはり両親の姿は無かった。
東京に帰ってきた修だったが、仕事を探し底をつく生活費に頭をかかえていた矢先に不動産屋がアパートにやってきて、2日以内に払えなければ出て行ってもらうと告げられた。
ネットカフェに寝泊まりしながら、ティッシュ配りの仕事に挑戦する中、ネットカフェで見つけた日給2万円の治験のバイトを見つけ、ティッシュ配りを退職し、その治験のバイトを終えて、久しぶりに高価な食事をするために店を探そうとした矢先に、職務質問され、UFOキャッチャーでとった折りたたみ式のナイフとレンチがついたライトがあだとなり、徒歩での警らの警官によって銃刀法違反容疑で逮捕されてしまう。素直に謝って起訴猶予処分としてもらい、釈放。しかしその帰りに行ったショットバーで知り合った瑠衣という女に騙され、ホストクラブで高額請求されてしまう。とても払えないと思った修はトップに頼み込み、ホストとして働いて金を返すことを決意する。
なんとか茜という指名客をものにしてホストを続けていた修だったが、瑠衣がツケをためたまま行方をくらまし困っていた順矢から頼まれ、茜から一夜を共にする事を条件に100万を借り順矢に渡す。しかし部屋で祝杯をあげ、目覚めると小次郎がその100万を持ち逃げしていた。
その事実を篤志に話すも、探し出した瑠衣をソープに売り飛ばすことで篤志は売掛金を回収しようとする。そして修はその模様を見届けるよう命じられるが、ソープに向かうタクシーから降車した後、瑠衣は実家に返し、順矢と修は逃亡する道を選択する。そして共に建設会社に住み込みで働き始める。
修は茜の勤務先に詫びに行くが、ホストクラブのツケの支払いと、順矢に貸した100万のキャッシングの支払いに困っている事を知る事になる。
順矢は建設会社を辞め、瑠衣の実家で一緒に農家をやるために修と別れ、瑠衣の元へ向かおうとするが、そこに篤志が現れ連れていかれてしまう。順矢が捕まったのを知り修も店に戻ると、そこには殴られて負傷した順矢と、金沢で篤志に見つかり、酒の為、肝臓病で死ぬのを待つ状態で生命保険を掛けられ監禁されている小次郎がいた。篤志は順矢にアイスピックを渡し、小次郎を殺せば全てチャラにしてやるとほのめかすが、順矢に小次郎は殺せず、ヤクの運び屋になる道を選択せざるを得なくなる。修は篤志に自分も順矢と一緒に金を返すから、と懇願するが、甘い事を言うなと店の外に連れ出され、殴られ負傷し、その後河川敷に置き去りにされる。
気がついた時にはホームレスの鈴本に介抱されていた。そして記憶喪失を装いホームレスとして生活を始め、茂という名前をもらう。雑誌売りの仕事の途中で、見つけた雑誌を見たところ、茜が現在ソープランドで働いている事を知り、ソープ嬢となった茜に金を返すためにも会いに行く。修は、ホームレスになっている事を話し、少しずつでもお金を返す事を約束するが、もうお金は返さなくて良いと言われ、最後にシャンパンコールをしてと頼まれる。
そして修は父親を探す旅に出る事を鈴本に告げ、餞別として100円玉をもらって、去って行った。

### キャスト
- 時枝修 - 中村蒼[11]
- 北条茜 - 大塚千弘[12][13]
- 順矢 - 青柳翔
- 川辺瑠衣 - 山本美月
- 小次郎 - 中尾明慶
- 児玉篤志 - 金子ノブアキ
- 鈴本 - 井上順
- 軽部 - 金井勇太
- 俊 - 落合モトキ
- 芹沢 - 田村三郎
- 長沼 - 岡村洋一
- 毛利 - 大谷ノブ彦（ダイノジ）[14]
- 荒木 - 吹越満
- 警官 - 福士誠治
- 警官 - 津田寛治
- 小早川 - 小市慢太郎

### スタッフ
- 監督 - 佐々部清
- 原作 - 福澤徹三
- 脚本 - 青島武
- 製作・プロデュース - 森山敦
- 撮影 - 坂江正明
- プロデューサー - 臼井正明
- 美術 - 若松孝市、小林久之
- 音楽 - 遠藤浩二
- 主題歌 - 高橋優「旅人」（ワーナーミュージック・ジャパン）[7][15]
- 照明 - 守利賢一
- 録音 - 福田伸
- 制作プロダクション - シネムーブ
- 配給 - ファントム・フィルム
- 製作幹事 - キングレコード
- 製作 - 『東京難民』製作委員会（キングレコード、ファントム・フィルム、シネムーブ）

### 製作
主演は中村蒼で、『行け!男子高校演劇部』（2011年）以来約2年ぶりの映画主演となる。『潔く柔く』（2013年）の爽やかなイケメンから一転、今作では衝撃のホームレス姿も披露している。監督によると、中村の起用理由は「デスクの上でプロフィールが1年間置きっぱなしでずっと気になってはいたが、実際会ってみて、変な真面目さや昭和の雰囲気から“難民感”が出ていたから」。中村は劇中で大学生・ビラ配り・治験バイト・ネットカフェ難民・ホスト・日雇い労働・ホームレスと計7つの役どころに挑戦し、親からの仕送りが途絶えたことを発端に負のスパイラルに陥っていく青年を演じた。中村はこの役を演じることで今までニュースなどで耳にするだけでどこか他人事だった”ネットカフェ難民”などが自分も陥る可能性があることに気づき、幸せは身近なところにあるのだということを改めて感じたという。また、主人公が様々なトラブルを自分ではなく他人のせいだと思い込むところについては、自身が福岡から俳優になるために上京したもののオーディションに落ち続けた時と重なったと駆け出し時代を振り返った。
ホストになった修に貢ぐ看護師・茜役の大塚千弘もまた徳島県から15歳の時に1人で上京した身であるため、悶々と過ごす日々を送ったり、女として恋をして変わるという部分には共感したという。また、劇中では中村とのラブシーンに挑戦しているが、緊張しながらも「まあ、脱いで減るもんじゃないし（笑）」と大胆にチャレンジし、「脱ぎっぷりが自然で、ソープ嬢になるまでを熱演している」などと評価された。ちなみに監督にとっては12本目の作品にして初めてのラブシーンであったが、演じる2人には”集団就職”をテーマに歌った吉田拓郎の『制服』を撮影前に聴かせたというエピソードがある。
主題歌「旅人」は高橋優が実際に作品を鑑賞し、生きていく痛みや苦しさの中で暗闇にさす光をイメージして書き下ろされた。楽曲は薄暗いネットカフェやネオンがきらめく新宿の街を映した予告編のバックで初公開され、2013年11月に行われた高橋初の武道館ライブでも披露された。その時のライブ映像は映画本編映像と融合し、プロモーションビデオとして使用されている。高橋は2014年2月4日にニッショーホールで行われた完成披露試写会にサプライズ登場してこの曲を生歌で披露したが、佐々部監督は「若い人の歌は詳しくない」と言いつつも、高橋の名前が挙がった時、自身の監督デビュー作のタイトルと『桐島、部活やめるってよ』の主題歌で高橋の代表曲となった曲のタイトルが共に”陽はまた昇る”であったことを知って縁を感じ、主題歌を依頼したことを明かした。ちなみに高橋は以前から監督のファンであり、作品は全て鑑賞しているという。

### 封切り
2014年2月22日、有楽町スバル座他全国40スクリーンで公開。また、監督は2013年11月5日にスペースFS汐留で行われたマスコミ向け完成披露試写会で、この映画のDVDを安倍晋三元内閣総理大臣に送ると宣言していたが、有言実行したところ、昭恵夫人から「現代の若者の貧困化の実情を知り、若者にとっても希望を抱ける社会のありかたについて改めて考えさせられた」というコメントを受け取った。